# Парада (филм из 1962)
Парада је југословенски документарни филм из 1962. године. Режирао га је Душан Макавејев, који је написао и сценарио. Припада остварењима црног таласа. Филм је био цензурисан због сцене у којој је приказан Јосип Броз коме док излази из своје лимузине прилази гатара и нуди да му за 1 динар предвиди будућност. Након што су из филма избачена два кадра, одобрен је за јавно приказивање.

## Радња
Филм приказује сцене припрема за Првомајску параду испред Скупштине ФНРЈ у Београду 1962. За разлику од дотадашњих радова, овај документарац се бави кадровима из позадине. Умјесто саме параде, приказани су обични људи који леже, сељаци који носе овце, вуку свиње, доносе ракију, затим посматрачи како се пењу на кровове, доносе столице, радници који чисте возила, војници који вјежбају и друго.